# Discografia di Sfera Ebbasta
La discografia di Sfera Ebbasta, rapper italiano attivo dal 2011, è costituita da sei album in studio (di cui uno con il produttore Charlie Charles e uno con il rapper Shiva), un EP e oltre cinquanta singoli, di cui undici in collaborazione con altri artisti.

## Album in studio
| Anno                                                         | Titolo | Classifiche | Classifiche | Classifiche | Classifiche | Classifiche | Certificazioni     |
| Anno                                                         | Titolo | ITA         | BEL (WA)    | FRA         | SPA         | SWI         | Certificazioni     |
| ------------------------------------------------------------ | --- | ----------- | ----------- | ----------- | ----------- | ----------- | ------------------ |
| 2015                                                         | XDVR (con Charlie Charles) - Pubblicato: 11 giugno 2015 - Etichetta: BHMG, Roccia Music - Formati: CD, LP, download digitale, streaming                         | 10          | —           | —           | —           | —           | - ITA: Platino (2) |
| 2016                                                         | Sfera Ebbasta - Pubblicato: 9 settembre 2016 - Etichetta: Universal Italia - Formati: CD, LP, download digitale, streaming                                      | 1           | 31          | 165         | —           | 35          | - ITA: Platino (5) |
| 2018                                                         | Rockstar - Pubblicato: 19 gennaio 2018 - Etichetta: Universal Italia - Formati: CD, CD+DVD, LP, download digitale, streaming                                    | 1           | 38          | 133         | —           | 2           | - ITA: Platino (8) |
| 2020                                                         | Famoso - Pubblicato: 20 novembre 2020 - Etichetta: Island - Formati: CD, LP, download digitale, streaming                                                       | 1           | 49          | 150         | 64          | 10          | - ITA: Platino (6) |
| 2023                                                         | X2VR - Pubblicato: 17 novembre 2023 - Etichetta: Island - Formati: CD, LP, download digitale, streaming                                                         | 1           | 97          | —           | 98          | 1           | - ITA: Platino (5) |
| 2025                                                         | Santana Money Gang (con Shiva) - Pubblicato: 10 aprile 2025 - Etichetta: Cupido, Milano Ovest, Universal Italia - Formati: CD, LP, download digitale, streaming | 1           | 129         | —           | —           | 3           | - ITA: Platino (2) |
| "—" indica una pubblicazione non classificata in quel paese. | |             |             |             |             |             |                    |

## Extended play
| Anno | Titolo | Classifiche |
| Anno | Titolo | SWI         |
| ---- | --- | ----------- |
| 2022 | Italiano (con Rvssian) - Pubblicato: 6 maggio 2022 - Etichetta: Island - Formati: CD, download digitale, streaming | 29          |

## Singoli

### Come artista principale
| Anno                                                         | Titolo                                                                          | Classifiche | Classifiche | Classifiche | Classifiche | Classifiche | Classifiche | Certificazioni                | Album di provenienza       |
| Anno                                                         | Titolo                                                                          | ITA         | AUT         | GER         | LUX         | SPA         | SWI         | Certificazioni                | Album di provenienza       |
| ------------------------------------------------------------ | ------------------------------------------------------------------------------- | ----------- | ----------- | ----------- | ----------- | ----------- | ----------- | ----------------------------- | -------------------------- |
| 2016                                                         | BRNBQ                                                                           | 56          | —           | —           | —           | —           | —           | - ITA: Platino (2)            | Sfera Ebbasta              |
| 2016                                                         | Figli di papà                                                                   | 27          | —           | —           | —           | —           | —           | - ITA: Platino (3)            | Sfera Ebbasta              |
| 2017                                                         | Dexter                                                                          | 4           | —           | —           | —           | —           | —           | - ITA: Platino                | /                          |
| 2017                                                         | Tran Tran                                                                       | 1           | —           | —           | —           | —           | —           | - ITA: Platino (5)            | Rockstar                   |
| 2017                                                         | Hypebae (con Quebonafide)                                                       | —           | —           | —           | —           | —           | —           |                               | Dla fanów eklektyki        |
| 2018                                                         | Rockstar                                                                        | 2           | —           | —           | —           | —           | 76          | - ITA: Platino (3)            | Rockstar                   |
| 2018                                                         | Cupido (feat. Quavo)                                                            | 1           | —           | —           | —           | —           | 48          | - ITA: Platino (4)            | Rockstar                   |
| 2018                                                         | Peace & Love (con Charlie Charles e Ghali)                                      | 1           | —           | —           | —           | —           | 31          | - ITA: Platino (3)            | /                          |
| 2018                                                         | Ricchi x sempre                                                                 | 4           | —           | —           | —           | —           | —           | - ITA: Platino (3)            | Rockstar                   |
| 2018                                                         | Pablo (con Rvssian)                                                             | 1           | —           | —           | —           | —           | 48          | - ITA: Platino (2)            | Rockstar - Popstar Edition |
| 2018                                                         | Happy Birthday                                                                  | 1           | —           | —           | —           | —           | 54          | - ITA: Platino (2)            | Rockstar - Popstar Edition |
| 2019                                                         | Mademoiselle                                                                    | 2           | —           | —           | —           | —           | —           | - ITA: Platino (2)            | /                          |
| 2019                                                         | Soldi in nero (con Shiva)                                                       | 2           | —           | —           | —           | —           | —           | - ITA: Platino (2)            | /                          |
| 2020                                                         | Miami (con Ronny J e Duki)                                                      | 83          | —           | —           | —           | —           | —           |                               | Jupiter                    |
| 2020                                                         | M' manc (con Shablo e Geolier)                                                  | 1           | —           | —           | —           | —           | —           | - ITA: Platino (6)            | /                          |
| 2020                                                         | Bottiglie privè                                                                 | 1           | —           | —           | —           | —           | 72          | - ITA: Platino (3)            | Famoso                     |
| 2020                                                         | Baby (feat. J Balvin)                                                           | 1           | —           | —           | —           | 99          | 22          | - ITA: Platino (3)            | Famoso                     |
| 2021                                                         | Mambo (con Steve Aoki e Willy William feat. Sean Paul, El Alfa e Play-N-Skillz) | 91          | —           | —           | —           | —           | —           |                               | /                          |
| 2021                                                         | Hollywood (feat. Diplo)                                                         | 3           | —           | —           | —           | —           | —           | - ITA: Platino (2)            | Famoso                     |
| 2021                                                         | Mi fai impazzire (con Blanco)                                                   | 1           | —           | —           | —           | —           | 56          | - ITA: Platino (9)            | /                          |
| 2022                                                         | Italiano Anthem (con Rvssian)                                                   | 2           | —           | —           | —           | —           | 74          | - ITA: Platino                | Italiano                   |
| 2022                                                         | Mamma mia (con Rvssian)                                                         | 2           | —           | —           | —           | —           | —           | - ITA: Platino (3)            | Italiano                   |
| 2022                                                         | Hace calor (Remix) (con Kaleb Di Masi e Rvfv feat. Omar Varela)                 | 5           | —           | —           | —           | —           | —           | - ITA: Platino (3) - SPA: Oro | /                          |
| 2023                                                         | Orange (con Luciano)                                                            | 8           | 8           | 11          | 9           | —           | 7           | - ITA: Oro                    | /                          |
| 2023                                                         | Location (con Noizy)                                                            | 13          | —           | —           | —           | —           | 67          | - ITA: Oro                    | Alpha                      |
| 2023                                                         | Capitán (con Rvfv e Anitta)                                                     | 26          | —           | —           | —           | 100         | —           | - ITA: Oro                    | /                          |
| 2023                                                         | Milano (con Bia e Fivio Foreign)                                                | 4           | —           | —           | —           | —           | —           | - ITA: Platino                | Really Her (Intl Deluxe)   |
| 2023                                                         | Anche stasera (feat. Elodie)                                                    | 3           | —           | —           | —           | —           | —           | - ITA: Platino (3)            | X2VR                       |
| 2025                                                         | Neon (con Shiva)                                                                | 1           | —           | —           | —           | —           | 74          | - ITA: Platino                | Santana Money Gang         |
| 2025                                                         | Yakuza (con Elodie)                                                             | 4           | —           | —           | —           | —           | —           |                               | Mi ami mi odi              |
| "—" indica una pubblicazione non classificata in quel paese. |                                                                                 |             |             |             |             |             |             |                               |                            |

### Come artista ospite
| Anno                                                         | Titolo                                                                    | Classifiche | Classifiche | Classifiche | Classifiche | Certificazioni                | Album di provenienza        |
| Anno                                                         | Titolo                                                                    | ITA         | FRA         | ROU         | SWI         | Certificazioni                | Album di provenienza        |
| ------------------------------------------------------------ | ------------------------------------------------------------------------- | ----------- | ----------- | ----------- | ----------- | ----------------------------- | --------------------------- |
| 2014                                                         | Tutti i giorni (Capo Plaza feat. Sfera Ebbasta)                           | —           | —           | —           | —           |                               | /                           |
| 2016                                                         | Scooteroni RMX (Marracash e Guè feat. Sfera Ebbasta)                      | 62          | —           | —           | —           | - ITA: Platino (3)            | Santeria Voodoo Edition     |
| 2017                                                         | Bimbi (Charlie Charles feat. Izi, Tedua, Rkomi, Ghali e Sfera Ebbasta)    | 3           | —           | —           | —           | - ITA: Platino (2)            | /                           |
| 2017                                                         | Lamborghini (Guè feat. Sfera Ebbasta e Elettra Lamborghini)               | 1           | —           | —           | —           | - ITA: Platino (4)            | Gentleman                   |
| 2019                                                         | Stamm fort (Luchè feat. Sfera Ebbasta)                                    | 1           | —           | —           | —           | - ITA: Platino (2)            | Potere                      |
| 2019                                                         | Cabriolet (Salmo feat. Sfera Ebbasta)                                     | 1           | —           | —           | —           | - ITA: Platino (2)            | Playlist                    |
| 2019                                                         | Calipso (Charlie Charles feat. Sfera Ebbasta, Mahmood e Fabri Fibra)      | 1           | —           | —           | —           | - ITA: Platino (4)            | /                           |
| 2020                                                         | Elegante (DrefGold feat. Sfera Ebbasta)                                   | 2           | —           | —           | —           | - ITA: Platino (2)            | Elo                         |
| 2020                                                         | Dorado (Mahmood feat. Sfera Ebbasta e Feid)                               | 10          | —           | —           | —           | - ITA: Platino (2)            | Ghettolimpo                 |
| 2021                                                         | Je ne sais pas (Lous and the Yakuza feat. Sfera Ebbasta e Shablo)         | 3           | —           | —           | —           | - ITA: Oro                    | /                           |
| 2021                                                         | Di notte (Ernia feat. Sfera Ebbasta e Carl Brave)                         | 17          | —           | —           | —           | - ITA: Platino                | Gemelli (ascendente Milano) |
| 2021                                                         | Tu mi hai capito (Madame feat. Sfera Ebbasta)                             | 2           | —           | —           | —           | - ITA: Platino (4)            | Madame                      |
| 2021                                                         | Mi piace (Tony Effe feat. Sfera Ebbasta)                                  | 10          | —           | —           | —           | - ITA: Platino                | Untouchable                 |
| 2022                                                         | Solite pare (Sick Luke feat. Thasup e Sfera Ebbasta)                      | 1           | —           | —           | —           | - ITA: Platino (2)            | X2                          |
| 2022                                                         | Siri (Thasup feat. Lazza e Sfera Ebbasta)                                 | 1           | —           | —           | 92          | - ITA: Platino (5)            | Carattere speciale          |
| 2022                                                         | Téléphone (Booba feat. Sfera Ebbasta)                                     | 50          | 82          | —           | —           | - ITA: Oro                    | /                           |
| 2022                                                         | Alleluia (Shiva feat. Sfera Ebbasta)                                      | 1           | —           | —           | —           | - ITA: Platino (2)            | Milano Demons               |
| 2023                                                         | Gelosa (Finesse feat. Shiva, Sfera Ebbasta e Guè)                         | 4           | —           | —           | —           | - ITA: Platino (5)            | /                           |
| 2023                                                         | Mirage (AriBeatz feat. Ozuna, Gims e Sfera Ebbasta)                       | 9           | 53          | 10          | 36          | - ITA: Platino (2) - FRA: Oro | /                           |
| 2023                                                         | Bon ton (Drillionaire, Lazza e Blanco feat. Sfera Ebbasta e Michelangelo) | 1           | —           | —           | 87          | - ITA: Platino (5)            | 10                          |
| 2024                                                         | Mamacita (Gims feat. Sfera Ebbasta)                                       | —           | 192         | —           | —           |                               | /                           |
| "—" indica una pubblicazione non classificata in quel paese. |                                                                           |             |             |             |             |                               |                             |

## Altri brani entrati in classifica e/o certificati
| Anno                                                         | Titolo                                                   | Classifiche | Classifiche | Classifiche | Classifiche | Classifiche | Certificazioni        | Album di provenienza                  |
| Anno                                                         | Titolo                                                   | ITA         | AUT         | FRA         | GER         | SWI         | Certificazioni        | Album di provenienza                  |
| ------------------------------------------------------------ | -------------------------------------------------------- | ----------- | ----------- | ----------- | ----------- | ----------- | --------------------- | ------------------------------------- |
| 2015                                                         | Panette                                                  | —           | —           | —           | —           | —           | - ITA: Oro            | XDVR Reloaded                         |
| 2015                                                         | Mercedes nero (feat. Tedua e Izi)                        | —           | —           | —           | —           | —           | - ITA: Platino        | XDVR Reloaded                         |
| 2015                                                         | Brutti sogni                                             | —           | —           | —           | —           | —           | - ITA: Oro            | XDVR Reloaded                         |
| 2015                                                         | Ciny                                                     | —           | —           | —           | —           | —           | - ITA: Platino        | XDVR Reloaded                         |
| 2015                                                         | XDVRMX (feat. Luchè e Marracash)                         | —           | —           | —           | —           | —           | - ITA: Oro            | XDVR Reloaded                         |
| 2016                                                         | Cavallini (Dark Polo Gang feat. Sfera Ebbasta)           | —           | —           | —           | —           | —           | - ITA: Platino        | Crack musica                          |
| 2016                                                         | Tutto apposto (Izi feat. Sfera Ebbasta)                  | —           | —           | —           | —           | —           | - ITA: Oro            | Fenice                                |
| 2016                                                         | Equilibrio                                               | 62          | —           | —           | —           | —           | - ITA: Platino        | Sfera Ebbasta                         |
| 2016                                                         | Balenciaga (feat. SCH)                                   | 51          | —           | —           | —           | —           | - ITA: Platino        | Sfera Ebbasta                         |
| 2016                                                         | Notti                                                    | 59          | —           | —           | —           | —           | - ITA: Platino (2)    | Sfera Ebbasta                         |
| 2016                                                         | Visiera a becco                                          | 40          | —           | —           | —           | —           | - ITA: Platino (4)    | Sfera Ebbasta                         |
| 2016                                                         | No No                                                    | 73          | —           | —           | —           | —           | - ITA: Oro            | Sfera Ebbasta                         |
| 2016                                                         | Bang Bang                                                | 64          | —           | —           | —           | —           | - ITA: Platino (3)    | Sfera Ebbasta                         |
| 2016                                                         | Quello che non va                                        | 78          | —           | —           | —           | —           | - ITA: Oro            | Sfera Ebbasta                         |
| 2016                                                         | Cartine Cartier (feat. SCH)                              | 87          | —           | 88          | —           | —           | - ITA: Oro - FRA: Oro | Sfera Ebbasta Anarchie                |
| 2016                                                         | BHMG                                                     | 67          | —           | —           | —           | —           | - ITA: Platino        | Sfera Ebbasta                         |
| 2016                                                         | Fiori del male (Dark Polo Gang feat. Sfera Ebbasta)      | —           | —           | —           | —           | —           | - ITA: Platino        | The Dark Album                        |
| 2016                                                         | Lingerie (Tedua feat. Sfera Ebbasta)                     | —           | —           | —           | —           | —           | - ITA: Platino (2)    | Orange County California              |
| 2018                                                         | Serpenti a sonagli                                       | 5           | —           | —           | —           | —           | - ITA: Platino (2)    | Rockstar                              |
| 2018                                                         | XNX                                                      | 8           | —           | —           | —           | —           | - ITA: Platino        | Rockstar                              |
| 2018                                                         | Uber                                                     | 7           | —           | —           | —           | 50          | - ITA: Platino        | Rockstar                              |
| 2018                                                         | Leggenda                                                 | 11          | —           | —           | —           | —           | - ITA: Platino        | Rockstar                              |
| 2018                                                         | Bancomat                                                 | 10          | —           | —           | —           | —           | - ITA: Platino        | Rockstar                              |
| 2018                                                         | Sciroppo (feat. DrefGold)                                | 3           | —           | —           | —           | —           | - ITA: Platino (2)    | Rockstar                              |
| 2018                                                         | 20 collane                                               | 9           | —           | —           | —           | —           | - ITA: Platino        | Rockstar                              |
| 2018                                                         | Tesla (Capo Plaza feat. Sfera Ebbasta e DrefGold)        | 1           | —           | —           | —           | —           | - ITA: Platino (4)    | 20                                    |
| 2018                                                         | Wave (DrefGold feat. Sfera Ebbasta)                      | 25          | —           | —           | —           | —           |                       | Kanaglia                              |
| 2018                                                         | Mwaka Moon (Kalash feat. Sfera Ebbasta)                  | 34          | —           | —           | —           | —           | - ITA: Platino        | /                                     |
| 2018                                                         | Borsello (Guè feat. Sfera Ebbasta e DrefGold)            | 1           | —           | —           | —           | —           | - ITA: Platino        | Sinatra                               |
| 2018                                                         | Popstar                                                  | 6           | —           | —           | —           | —           | - ITA: Oro            | Rockstar (Popstar Edition)            |
| 2018                                                         | Uh Ah Hey                                                | 8           | —           | —           | —           | —           |                       | Rockstar (Popstar Edition)            |
| 2019                                                         | Mon Cheri (Rkomi feat. Sfera Ebbasta)                    | 6           | —           | —           | —           | —           | - ITA: Platino        | Dove gli occhi non arrivano           |
| 2019                                                         | 48H (Izi feat. Sfera Ebbasta)                            | 2           | —           | —           | —           | —           | - ITA: Platino        | Aletheia                              |
| 2019                                                         | Corazón morado (Elettra Lamborghini feat. Sfera Ebbasta) | 11          | —           | —           | —           | —           | - ITA: Platino        | Twerking Queen                        |
| 2019                                                         | Gigolò (Lazza feat. Sfera Ebbasta e Capo Plaza)          | 1           | —           | —           | —           | —           | - ITA: Platino (2)    | Re Mida Aurum                         |
| 2019                                                         | Supreme - L'ego (Marracash feat. Sfera Ebbasta e Thasup) | 1           | —           | —           | —           | —           | - ITA: Platino (3)    | Persona                               |
| 2020                                                         | McQueen (con Miami Yacine)                               | —           | 61          | —           | 41          | 68          |                       | Welcome 2 Miami                       |
| 2020                                                         | Immortale (Guè feat. Sfera Ebbasta)                      | 6           | —           | —           | —           | —           | - ITA: Platino        | Mr. Fini                              |
| 2020                                                         | Soldi sulla carta (FSK Satellite feat. Sfera Ebbasta)    | 15          | —           | —           | —           | —           |                       | Padre figlio e spirito                |
| 2020                                                         | Abracadabra (feat. Future)                               | 4           | —           | —           | —           | 67          | - ITA: Platino        | Famoso                                |
| 2020                                                         | Macarena (feat. Offset)                                  | 5           | —           | —           | —           | —           | - ITA: Oro            | Famoso                                |
| 2020                                                         | Tik Tok (feat. Marracash e Guè)                          | 2           | —           | —           | —           | 73          | - ITA: Platino (3)    | Famoso                                |
| 2020                                                         | Male                                                     | 6           | —           | —           | —           | —           | - ITA: Platino        | Famoso                                |
| 2020                                                         | Giovani re                                               | 9           | —           | —           | —           | —           | - ITA: Platino        | Famoso                                |
| 2020                                                         | Gelosi                                                   | 10          | —           | —           | —           | —           | - ITA: Oro            | Famoso                                |
| 2020                                                         | 6 AM                                                     | 13          | —           | —           | —           | —           | - ITA: Oro            | Famoso                                |
| 2020                                                         | Salam Alaikum (feat. 7ARI e Steve Aoki)                  | 11          | —           | —           | —           | —           | - ITA: Oro            | Famoso                                |
| 2020                                                         | Gangang (feat. Lil Mosey)                                | 12          | —           | —           | —           | —           | - ITA: Oro            | Famoso                                |
| 2020                                                         | $€ Freestyle                                             | 8           | —           | —           | —           | —           | - ITA: Platino        | Famoso                                |
| 2020                                                         | Famoso                                                   | 5           | —           | —           | —           | —           | - ITA: Oro            | Famoso                                |
| 2021                                                         | Demonio (Capo Plaza feat. Sfera Ebbasta)                 | 3           | —           | —           | —           | —           | - ITA: Platino        | Plaza                                 |
| 2021                                                         | Nuovo Range (Rkomi feat. Sfera Ebbasta e Junior K)       | 1           | —           | —           | —           | —           | - ITA: Platino (6)    | Taxi Driver                           |
| 2021                                                         | Triste (con Feid)                                        | 7           | —           | —           | —           | —           | - ITA: Platino        | Famoso                                |
| 2021                                                         | Uhlala                                                   | 3           | —           | —           | —           | —           | - ITA: Platino        | Famoso                                |
| 2022                                                         | Cry Later (Noyz Narcos feat. Sfera Ebbasta e Luché)      | 5           | —           | —           | —           | —           | - ITA: Oro            | Virus                                 |
| 2022                                                         | Una lacrima (Irama feat. Sfera Ebbasta)                  | 24          | —           | —           | —           | —           | - ITA: Platino        | Il giorno in cui ho smesso di pensare |
| 2022                                                         | Piove (Lazza feat. Sfera Ebbasta)                        | 1           | —           | —           | —           | —           | - ITA: Platino (4)    | Sirio                                 |
| 2022                                                         | Easy (con Rvssian feat. Fivio Foreign)                   | 5           | —           | —           | —           | —           | - ITA: Oro            | Italiano                              |
| 2022                                                         | Sola (con Rvssian feat. Myke Towers)                     | 20          | —           | —           | —           | —           | - ITA: Oro            | Italiano                              |
| 2022                                                         | X6 (con Rvssian feat. Bia)                               | 17          | —           | —           | —           | —           |                       | Italiano                              |
| 2022                                                         | Pornstar (Gemitaiz feat. Sfera Ebbasta)                  | 18          | —           | —           | —           | —           | - ITA: Oro            | Eclissi                               |
| 2023                                                         | X caso (Geolier feat. Sfera Ebbasta)                     | 1           | —           | —           | —           | —           | - ITA: Platino (4)    | Il coraggio dei bambini               |
| 2023                                                         | Cookies n' Cream (Guè feat. Anna e Sfera Ebbasta)        | 1           | —           | —           | —           | 81          | - ITA: Platino (4)    | Madreperla                            |
| 2023                                                         | On Fire (Paid in Full) (Emis Killa feat. Sfera Ebbasta)  | 1           | —           | —           | —           | —           | - ITA: Platino        | Effetto notte                         |
| 2023                                                         | Hoe (Tedua feat. Sfera Ebbasta)                          | 1           | —           | —           | —           | —           | - ITA: Platino (4)    | La Divina Commedia                    |
| 2023                                                         | Un milione di volte (Shiva feat. Sfera Ebbasta)          | 3           | —           | —           | —           | —           | - ITA: Platino (2)    | Santana Season                        |
| 2023                                                         | 90 Special (Drillionaire feat. Shiva e Sfera Ebbasta)    | 7           | —           | —           | —           | —           | - ITA: Platino        | 10                                    |
| 2023                                                         | 10 (Drillionaire feat. Sfera Ebbasta e Lazza)            | 23          | —           | —           | —           | —           | - ITA: Oro            | 10                                    |
| 2023                                                         | Fragile                                                  | 9           | —           | —           | —           | —           | - ITA: Oro            | X2VR                                  |
| 2023                                                         | Ciao bella (feat. Anna)                                  | 6           | —           | —           | —           | —           | - ITA: Platino        | X2VR                                  |
| 2023                                                         | G63 (feat. Lazza e Shiva)                                | 3           | —           | —           | —           | 49          | - ITA: Platino        | X2VR                                  |
| 2023                                                         | VDLC                                                     | 2           | —           | —           | —           | 37          | - ITA: Platino (2)    | X2VR                                  |
| 2023                                                         | Momenti no (feat. Tedua)                                 | 7           | —           | —           | —           | —           | - ITA: Platino        | X2VR                                  |
| 2023                                                         | Milano bene                                              | 11          | —           | —           | —           | —           | - ITA: Oro            | X2VR                                  |
| 2023                                                         | 3uphon (feat. Thasup e Tony Effe)                        | 8           | —           | —           | —           | —           | - ITA: Platino        | X2VR                                  |
| 2023                                                         | Complicato (feat. Paky)                                  | 10          | —           | —           | —           | —           | - ITA: Oro            | X2VR                                  |
| 2023                                                         | Gol (feat. Guè)                                          | 11          | —           | —           | —           | —           | - ITA: Platino        | X2VR                                  |
| 2023                                                         | Calcolatrici (feat. Geolier, Baby Gang e Simba La Rue)   | 4           | —           | —           | —           | —           | - ITA: Platino (2)    | X2VR                                  |
| 2023                                                         | 15 piani (feat. Marracash)                               | 1           | —           | —           | —           | 41          | - ITA: Platino (2)    | X2VR                                  |
| 2024                                                         | Milly (Club Dogo feat. Sfera Ebbasta)                    | 2           | —           | —           | —           | —           | - ITA: Platino        | Club Dogo                             |
| 2024                                                         | Ex angelo (Kid Yugi feat. Sfera Ebbasta)                 | 12          | —           | —           | —           | —           | - ITA: Platino        | I nomi del diavolo                    |
| 2024                                                         | Pillole (Tony Effe feat. Sfera Ebbasta e Geolier)        | 7           | —           | —           | —           | —           | - ITA: Platino        | Icon                                  |
| 2024                                                         | Amore mio (Rhove feat. Sfera Ebbasta e Jul)              | 27          | —           | —           | —           | —           |                       | Popolari                              |
| 2024                                                         | Madame (Baby Gang feat. Sfera Ebbasta)                   | 11          | —           | —           | —           | —           | - ITA: Oro            | L'angelo del male                     |
| 2024                                                         | Io t'o giur' (Geolier feat. Sfera Ebbasta)               | 6           | —           | —           | —           | —           | - ITA: Platino        | Dio lo sa                             |
| 2024                                                         | Chica italiana (Anna feat. Sfera Ebbasta)                | 17          | —           | —           | —           | —           | - ITA: Oro            | Vera Baddie                           |
| 2024                                                         | Fentanyl (Lazza feat. Sfera Ebbasta)                     | 1           | —           | —           | —           | —           | - ITA: Oro            | Locura                                |
| 2025                                                         | SNTMNG (con Shiva)                                       | 6           | —           | —           | —           | —           |                       | Santana Money Gang                    |
| 2025                                                         | Non metterci becco (con Shiva)                           | 2           | —           | —           | —           | 73          | - ITA: Oro            | Santana Money Gang                    |
| 2025                                                         | Sei persa (con Shiva)                                    | 3           | —           | —           | —           | —           |                       | Santana Money Gang                    |
| 2025                                                         | Molecole sprite (con Shiva)                              | 7           | —           | —           | —           | —           |                       | Santana Money Gang                    |
| 2025                                                         | Maybach (con Shiva)                                      | 8           | —           | —           | —           | —           |                       | Santana Money Gang                    |
| 2025                                                         | MNGSNT (con Shiva)                                       | 11          | —           | —           | —           | —           |                       | Santana Money Gang                    |
| 2025                                                         | D&G (con Shiva)                                          | 5           | —           | —           | —           | —           |                       | Santana Money Gang                    |
| 2025                                                         | VVS Cartier (con Shiva)                                  | 11          | —           | —           | —           | —           |                       | Santana Money Gang                    |
| 2025                                                         | Over (Demo) (con Shiva)                                  | 4           | —           | —           | —           | —           |                       | Santana Money Gang                    |
| 2025                                                         | Come se non fossi nei guai (con Shiva)                   | 10          | —           | —           | —           | —           |                       | Santana Money Gang                    |
| 2025                                                         | Paranoia (con Shiva)                                     | 13          | —           | —           | —           | —           |                       | Santana Money Gang                    |
| 2025                                                         | Miami Vice (Luchè feat. Sfera Ebbasta e Simba La Rue)    | 8           | —           | —           | —           | —           |                       | Il mio lato peggiore                  |
| "—" indica una pubblicazione non classificata in quel paese. |                                                          |             |             |             |             |             |                       |                                       |

## Videografia

### Video musicali
- 2014 – Savoir faire (Maruego feat. Sfera Ebbasta)
- 2014 – Tutti i giorni (Capo Plaza feat. Sfera Ebbasta)
- 2014 – Nagasaki (feat. Capo Plaza e Peppe Soks)
- 2014 – Tasche piene
- 2014 – Siamo in 23
- 2014 – Maleducati (feat. Capo Plaza e Peppe Soks)
- 2015 – XDVR
- 2015 – Mercedes nero (feat. Tedua e Izi)
- 2015 – Zero
- 2015 – Panette
- 2015 – OGNT
- 2015 – Tutti scemi
- 2015 – Brutti sogni
- 2015 – Cavallini (Dark Polo Gang feat. Sfera Ebbasta)
- 2016 – Sobrio (Izi feat. Sfera Ebbasta)
- 2016 – Ragazzi del blocco (feat. Achille Lauro)
- 2016 – Scooteroni RMX (Marracash e Guè feat. Sfera Ebbasta)
- 2016 – Cartine cartier (SCH feat. Sfera Ebbasta)
- 2016 – Lingerie (Tedua feat. Sfera Ebbasta)
- 2016 – Fiori del male (Dark Polo Gang feat. Sfera Ebbasta)
- 2016 – No champagne
- 2016 – Ciny
- 2016 – XDVRMX (feat. Luchè e Marracash)
- 2016 – Blunt & Sprite
- 2016 – BRNBQ
- 2017 – Hypebae (Quebonafide ft. Sfera Ebbasta)
- 2017 – Bimbi (Charlie Charles feat. Izi, Rkomi, Sfera Ebbasta, Tedua e Ghali)
- 2017 – Lamborghini RMX (Guè ft. Sfera Ebbasta e Elettra Lamborghini)
- 2017 – Figli di papà
- 2017 – BHMG
- 2017 – Visiera a becco
- 2017 – Bang Bang
- 2017 – Notti
- 2017 – Dexter
- 2017 – Tran Tran
- 2017 – Ballin in Fendi (Dexter Reggie feat. Famous Dex e Sfera Ebbasta)
- 2017 – Tutto apposto (Izi feat. Sfera Ebbasta)
- 2017 – Daddy (Coyote Lo Bastard feat. Sfera Ebbasta e Leto)
- 2018 – Tesla (Capo Plaza feat. Sfera Ebbasta e DrefGold)
- 2018 – Fuckn It Up (con Hypno Carlito)
- 2018 – Calipso (Charlie Charles con Dardust feat. Sfera Ebbasta, Mahmood e Fabri Fibra)
- 2018 – Soldi in nero (Shiva feat. Sfera Ebbasta)
- 2018 – Pablo (Rvssian feat. Sfera Ebbasta)
- 2018 – Happy Birthday
- 2020 – Gigolò (Lazza feat. Sfera Ebbasta e Capo Plaza)
- 2020 – Miami (Ronny J feat. Sfera Ebbasta e Duki)
- 2020 – Elegante (DrefGold ft. Sfera Ebbasta)
- 2020 – M' manc (con Shablo e Geolier)
- 2020 – Dorado (Mahmood feat. Sfera Ebbasta e Feid)
- 2021 – Bottiglie privè
- 2021 – Mambo (Steve Aoki & Willy William ft. Sean Paul, El Alfa, Sfera Ebbasta & Play-N-Skillz)
- 2021 – Je ne sais pas (Lous and the Yakuza ft. Sfera Ebbasta, Shablo)
- 2021 – Macarena (ft. Offset)
- 2021 – Tik Tok RMX (ft. Marracash, Guè, Paky, Geolier)
- 2021 – Baby (con J Balvin)
- 2021 – Mi fai impazzire (con Blanco)
- 2021 – Triste (con Feid)
- 2022 – Italiano Anthem (con Rvssian)
- 2022 – Mamma mia (con Rvssian)
- 2022 – Easy (con Rvssian ft. Fivio Foreign)
- 2022 – Sola (con Rvssian ft. Myke Towers)
- 2022 – Siri (Thasup feat. Lazza e Sfera Ebbasta)
- 2023 – Orange (con Luciano)
- 2023 – Capitán (con Rvfv e Anitta)
- 2023 – Bon ton (con Drillionaire, Lazza e Blanco)
- 2023 – VDLC
- 2023 – Ciao bella (feat. Anna)
- 2024 – G63 (feat. Lazza e Shiva)
- 2024 – Calcolatrici (feat. Geolier, Simba La Rue e Baby Gang)
- 2025 – Yakuza (con Elodie)